# Andrena ayna
Andrena ayna (лат.) — вид пчёл рода Andrena из семейства Andrenidae. Турция, юго-восток, провинция Şırnak. Видовое название происходит от турецкого слова ayna, что означает «зеркало», в связи с чрезвычайно полированными скутумом и скутеллумом.

## Описание
Длина менее 1 см. Andrena ayna можно отделить от всех других Notandrena поскольку скутум и скутеллум почти полностью гладкие и блестящие, лишь с несколькими рассеянными точками. Он также демонстрирует другие обычные для Notandrena признаки, такие как боковые грани проподеума, покрытые рельефной морщинистой шероховатостью (например, Andrena proxima и родственные виды), и очень широкие и вдавленные тергальные края (занимающие половину дорсальной области).
Andrena ayna относится к подроду Notandrena благодаря короткой и широкой голове (явно шире длины), дорсолатеральному углу переднеспинки с сильным поперечным гребнем и сильно пунктированным тергитам.